# 乗蓮寺
乗蓮寺（じょうれんじ）は、東京都板橋区赤塚にある浄土宗別格本山の寺院。東京大仏があることで知られている。「東京大仏」は当該寺院の異称にもなっている。元旦には初詣で東京都民で賑わう。

## 歴史
応永年間（1394年 – 1427年）に了賢無的が山中村（現在の板橋区仲町）にて人々に教えを伝えるために創建したと伝えられている。その後、江戸時代の初期のころまでに板橋区仲宿に移転した。当時は孤雲山慶学院乗蓮寺と称していた。後に慶学山乗蓮寺になった。
当寺院は、郷主・板橋信濃守忠康の菩提寺になるなど人々から信仰を得ていた。
天正19年（1591年）に徳川家康から10石の朱印地が寄進され、その後も歴代の将軍から朱印地が与えられ格式ある寺院となった。また8代将軍・徳川吉宗の鷹狩の際の休憩所・お膳所としても使われた。

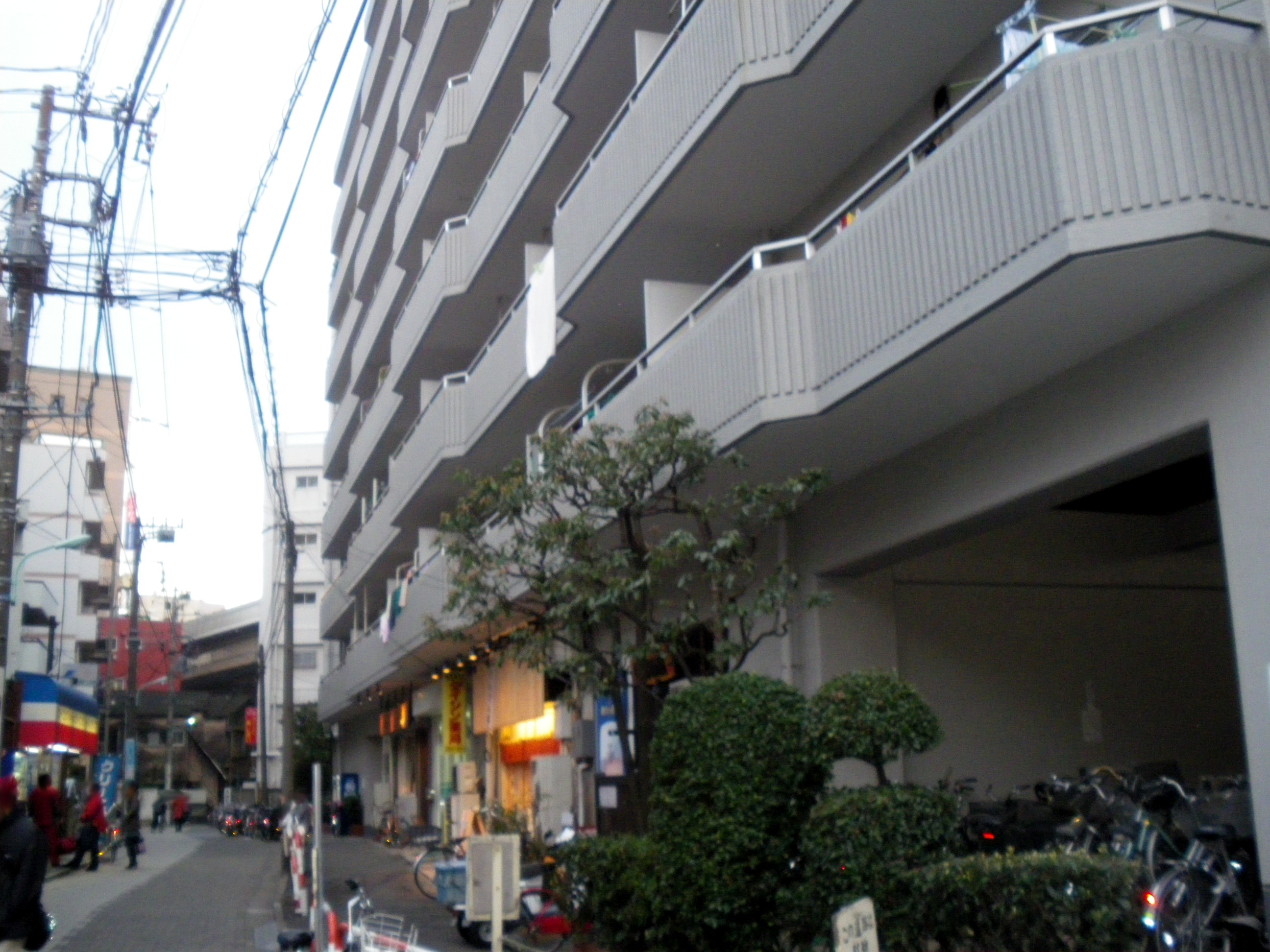
1973年まで寺院があったところは、現在はマンションになっている。板橋区役所前駅すぐになる。

その後も長く仲宿の地にあったが首都高速道路の建設と国道17号の拡幅により、1973年（昭和48年）に現在の赤塚の地（赤塚城二の丸跡）に移転した。山号も赤塚山と称した。
そして1977年（昭和52年）、かつて首都圏を襲った関東大震災や東京大空襲など、悲惨な震災や戦災が再び起きないよう願いを込め当寺院の代名詞にもなっている東京大仏が建立された。

## 寺宝等
- 阿弥陀如来像（本尊）
- 地蔵菩薩像
- 普賢菩薩像
- 文殊菩薩像
- 聖観音菩薩立像
- 不動明王像
- 将軍使用膳並椀類・塗箸

## 墓所等
- 植村直己の墓 - 世界的にも知られ、国民栄誉賞も受賞した日本の冒険家。1984年にマッキンリーで消息を絶った。遺体は発見されていないが、植村を供養する墓が境内にある。
- 天保飢饉供養塔 - 当寺院が仲宿にあった江戸末期に起こった天保の大飢饉で、板橋宿において死んだ人々を当寺院に埋葬・供養した際に建立された供養塔。板橋区の文化財に指定されている。
- 旧藤堂家染井屋敷石造物 - 現在の豊島区駒込付近にあった津藩藤堂家下屋敷（染井屋敷）に置かれていた石像。昭和42年に乗蓮寺へ寄贈された。
- 板碑 - 室町時代の作
- 鉄灯籠 - 南北朝時代の作

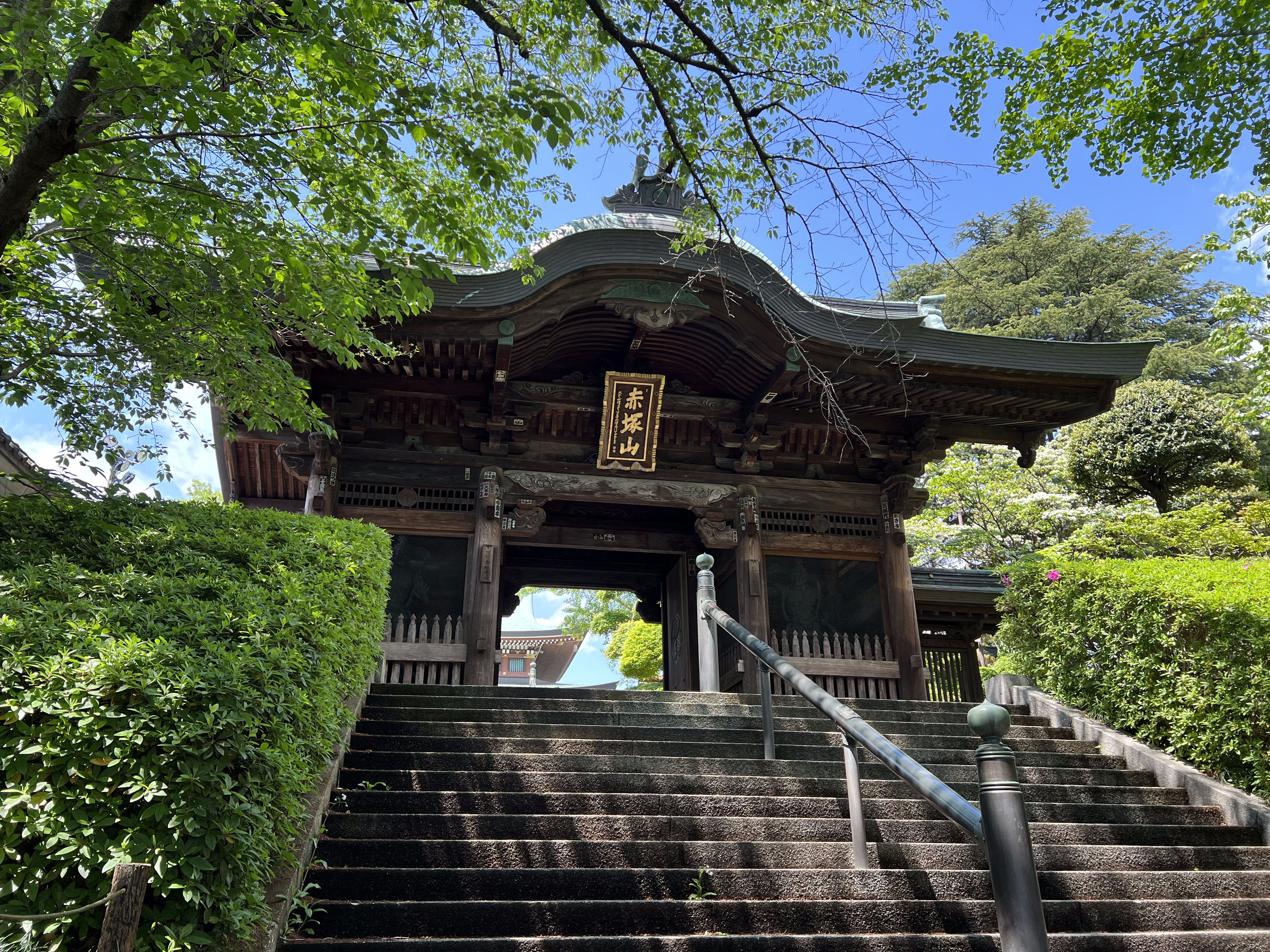
山門
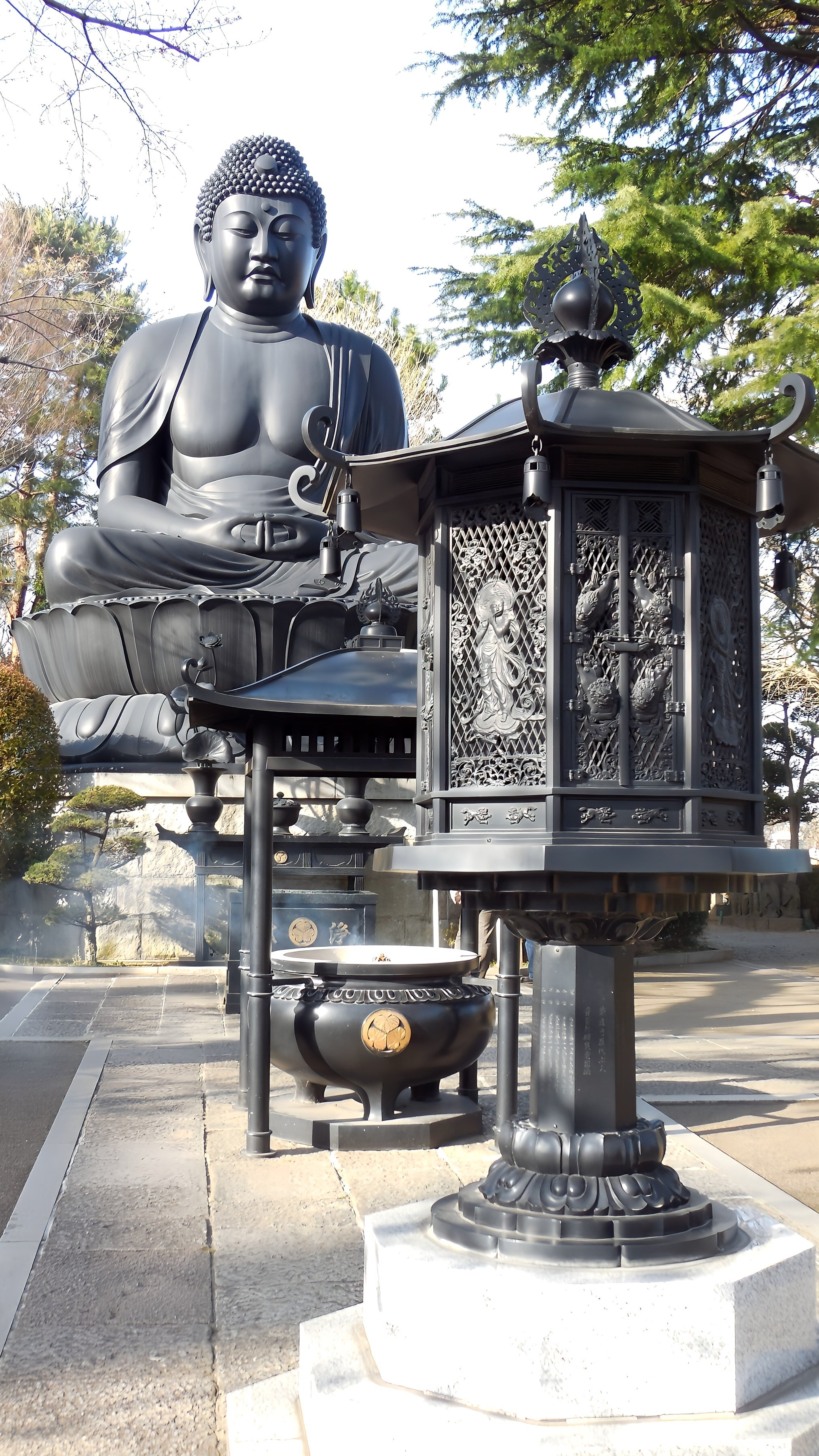
音声菩薩の八角灯篭と香炉
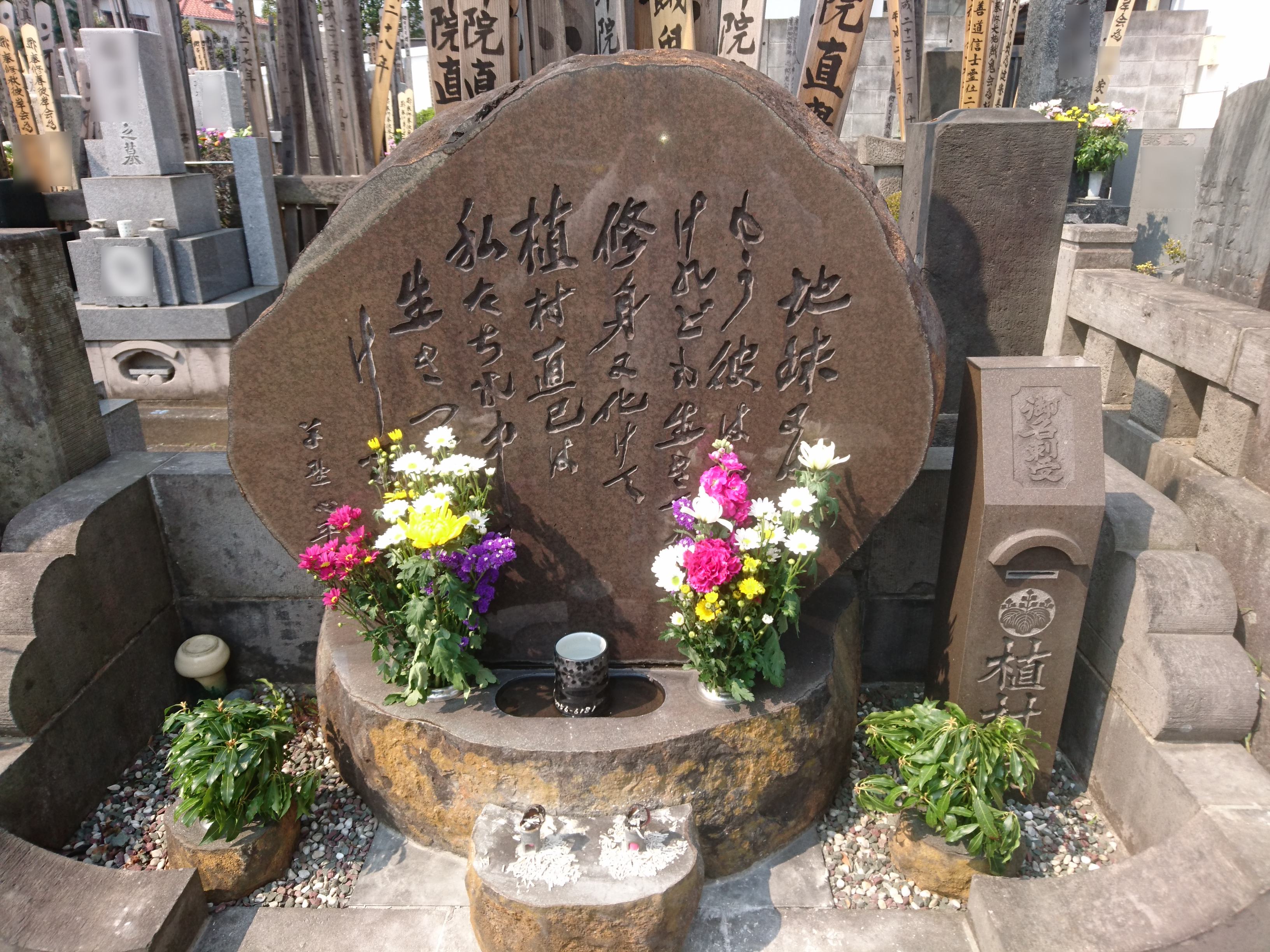
植村直己の墓
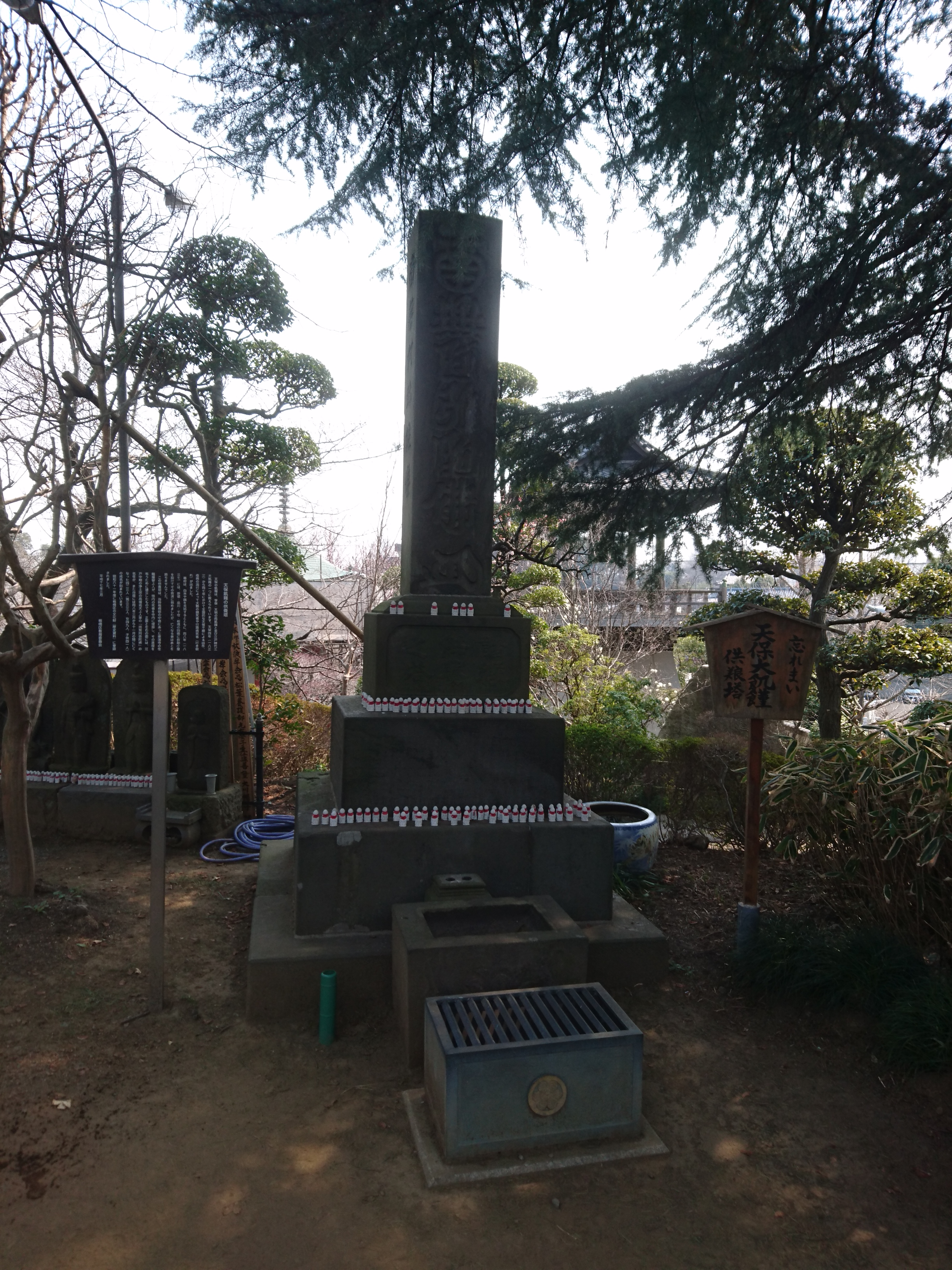
天保飢饉供養塔
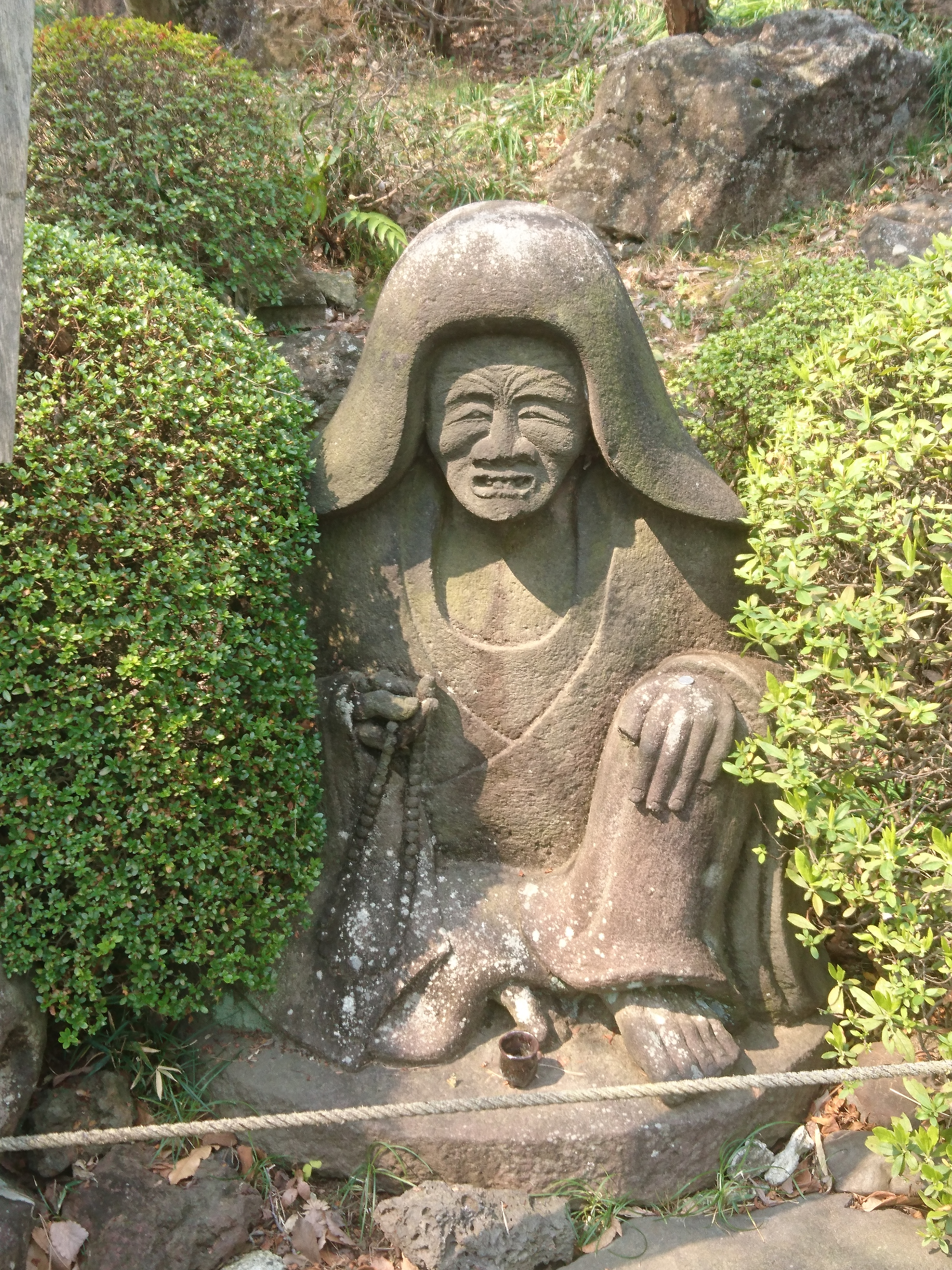
奪衣婆像
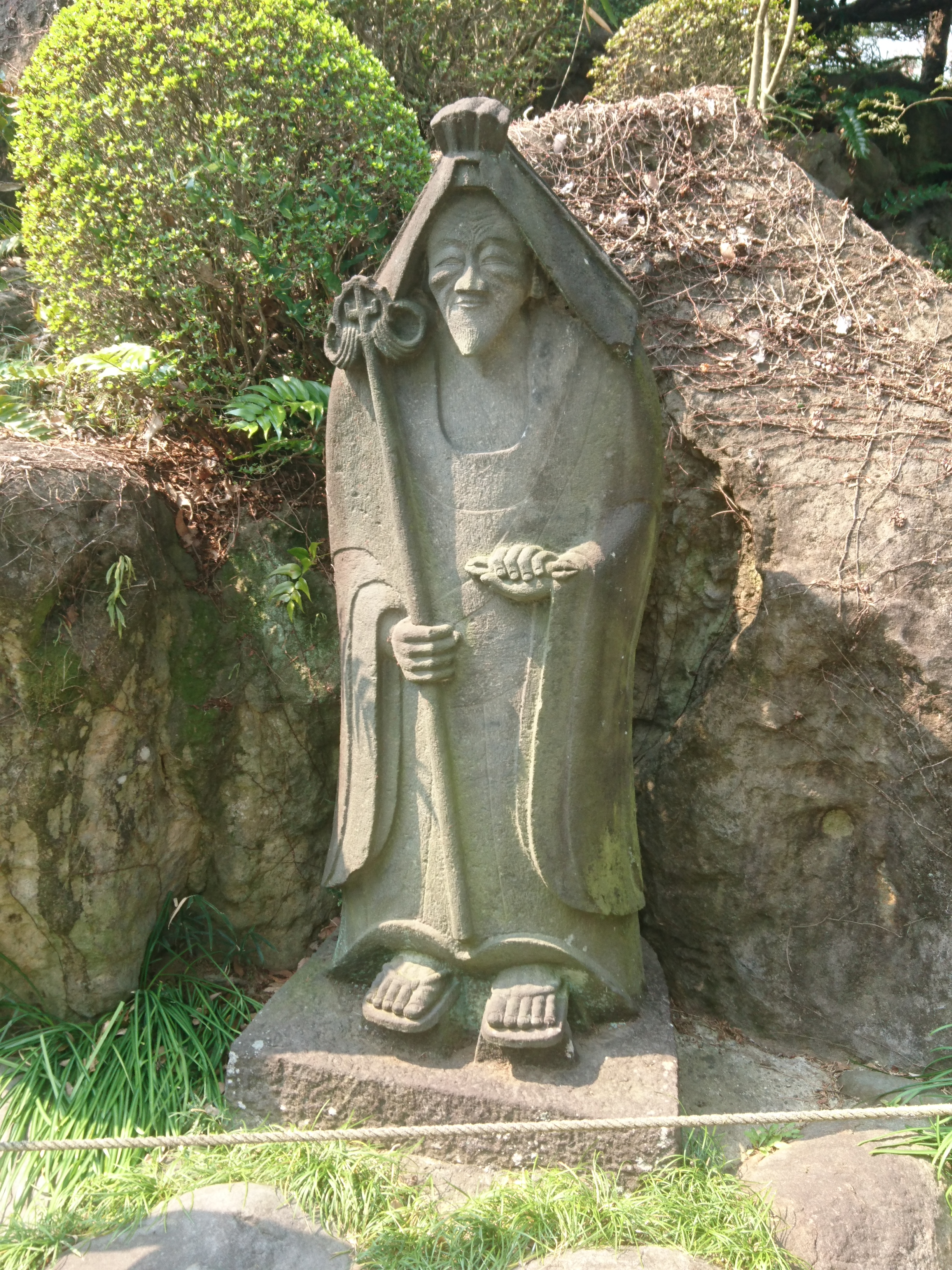
役行者像
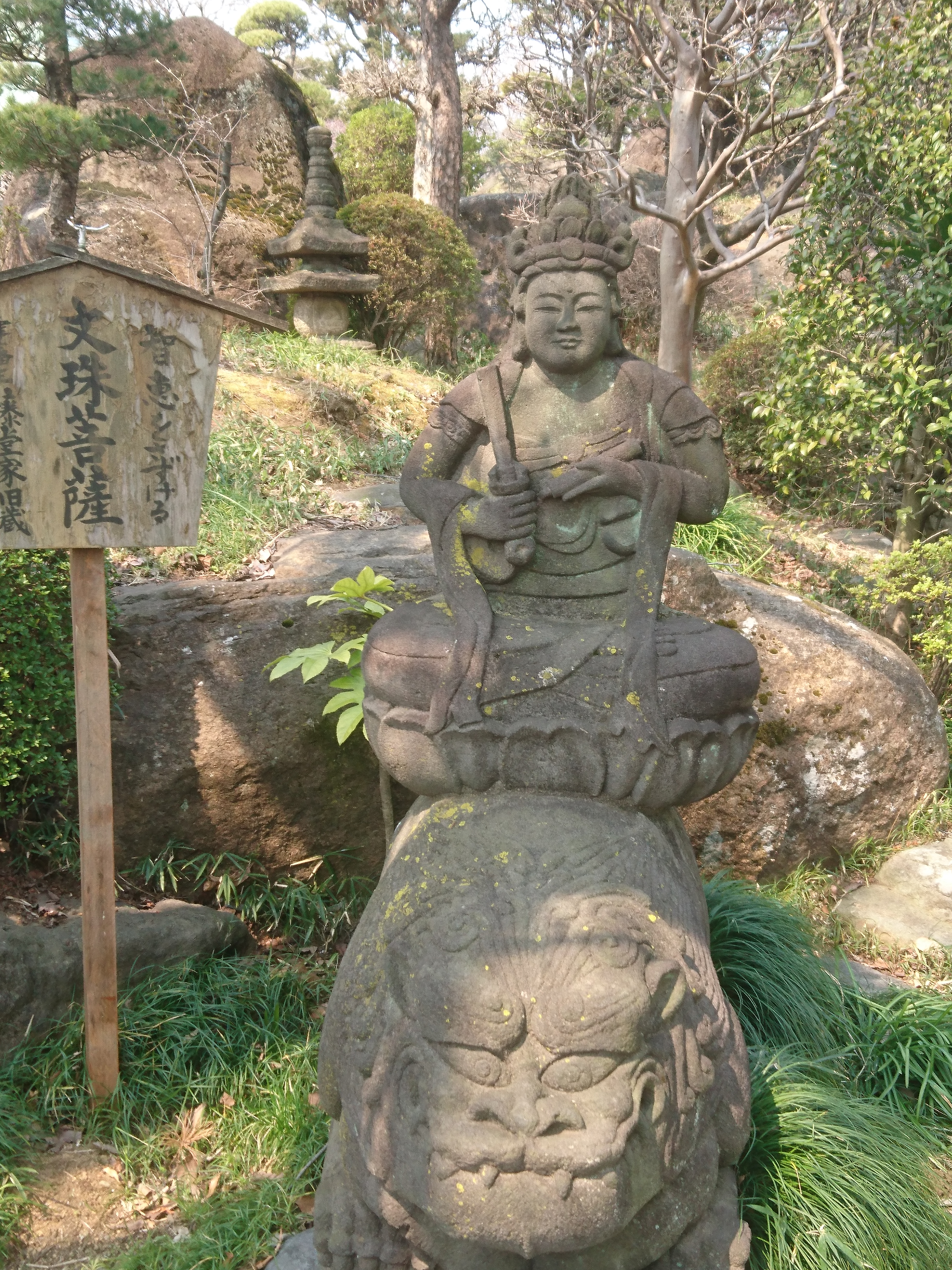
文殊菩薩像
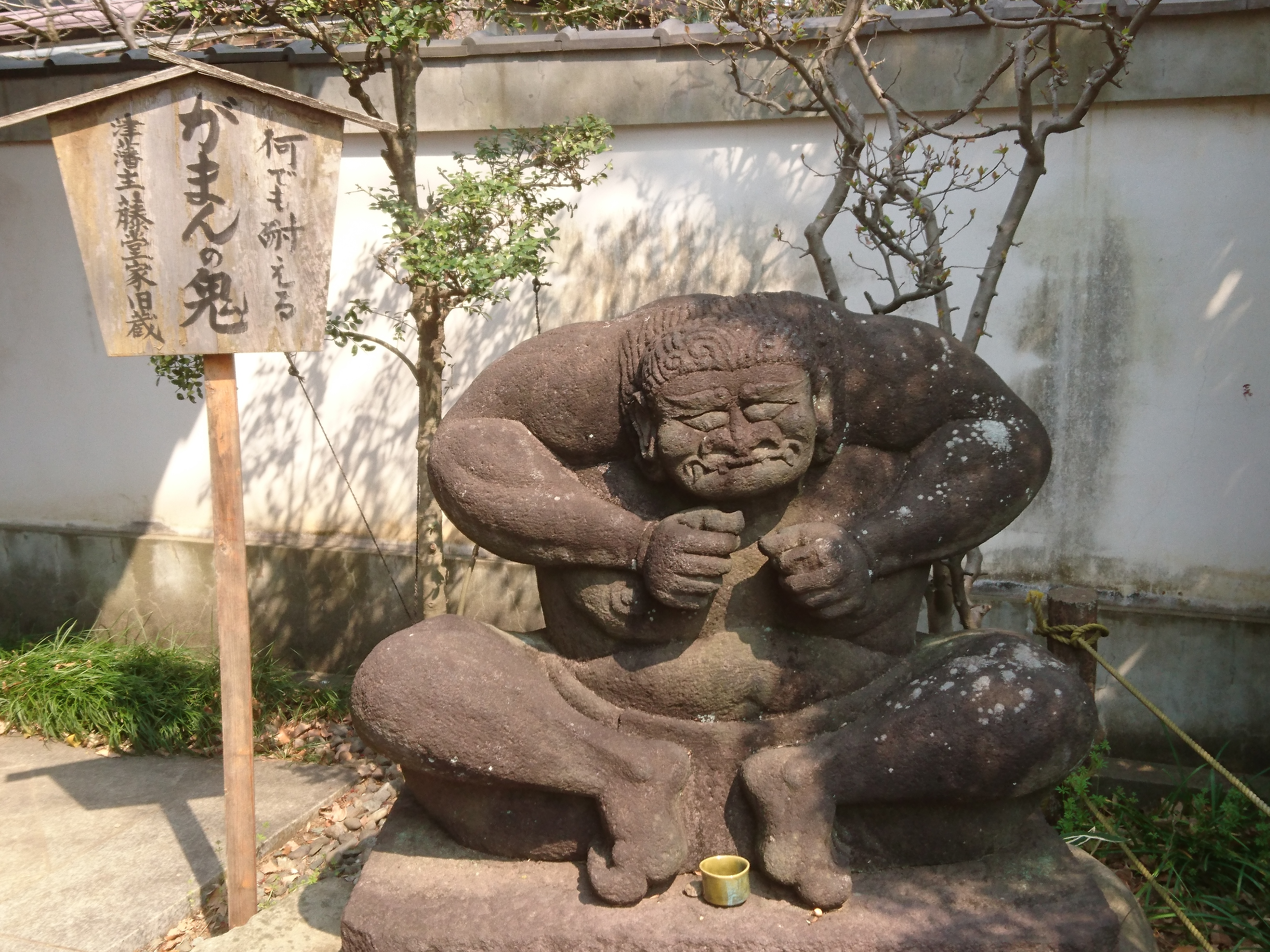
がまんの鬼像
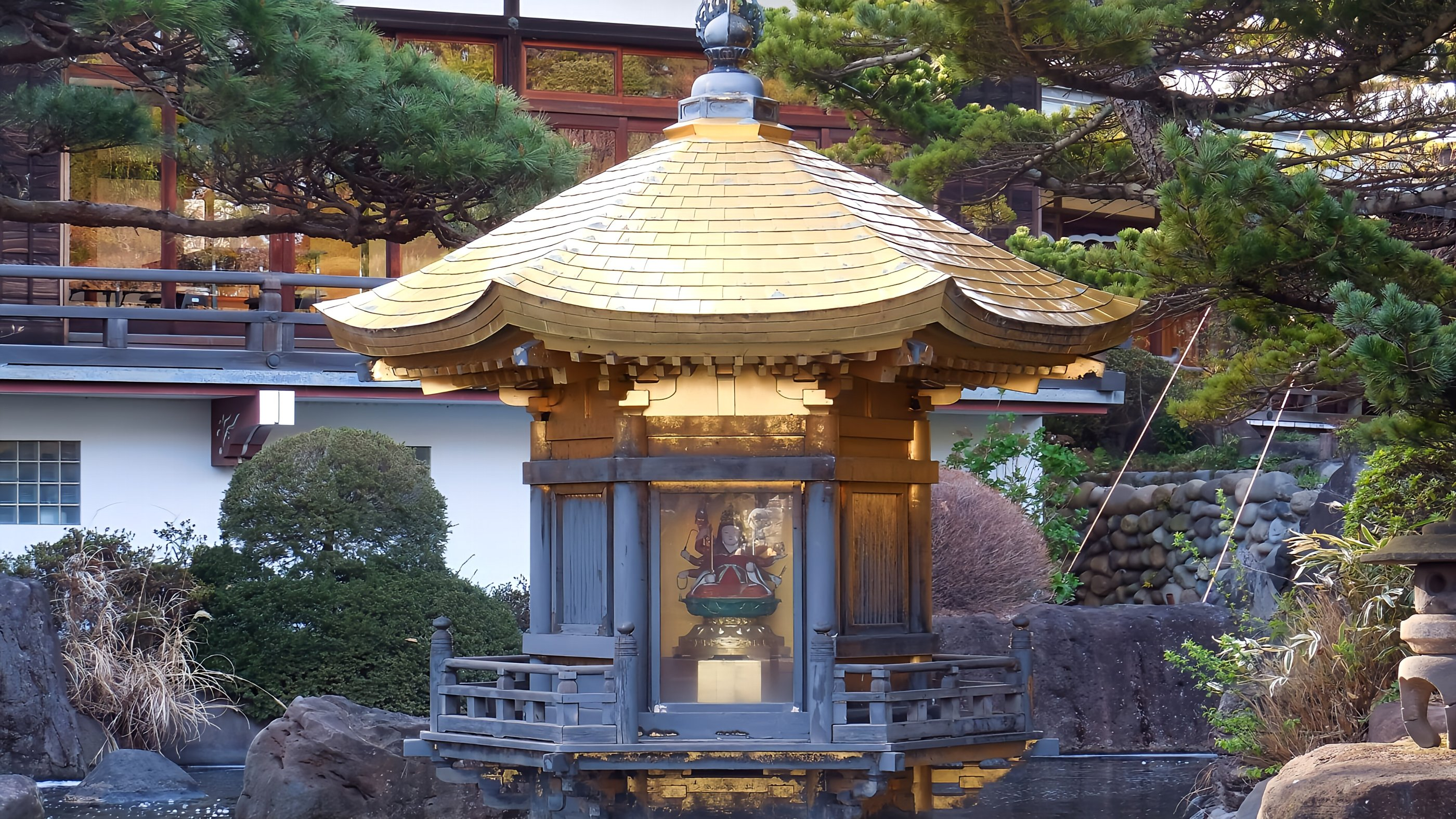
金色の弁天堂

## 東京大仏

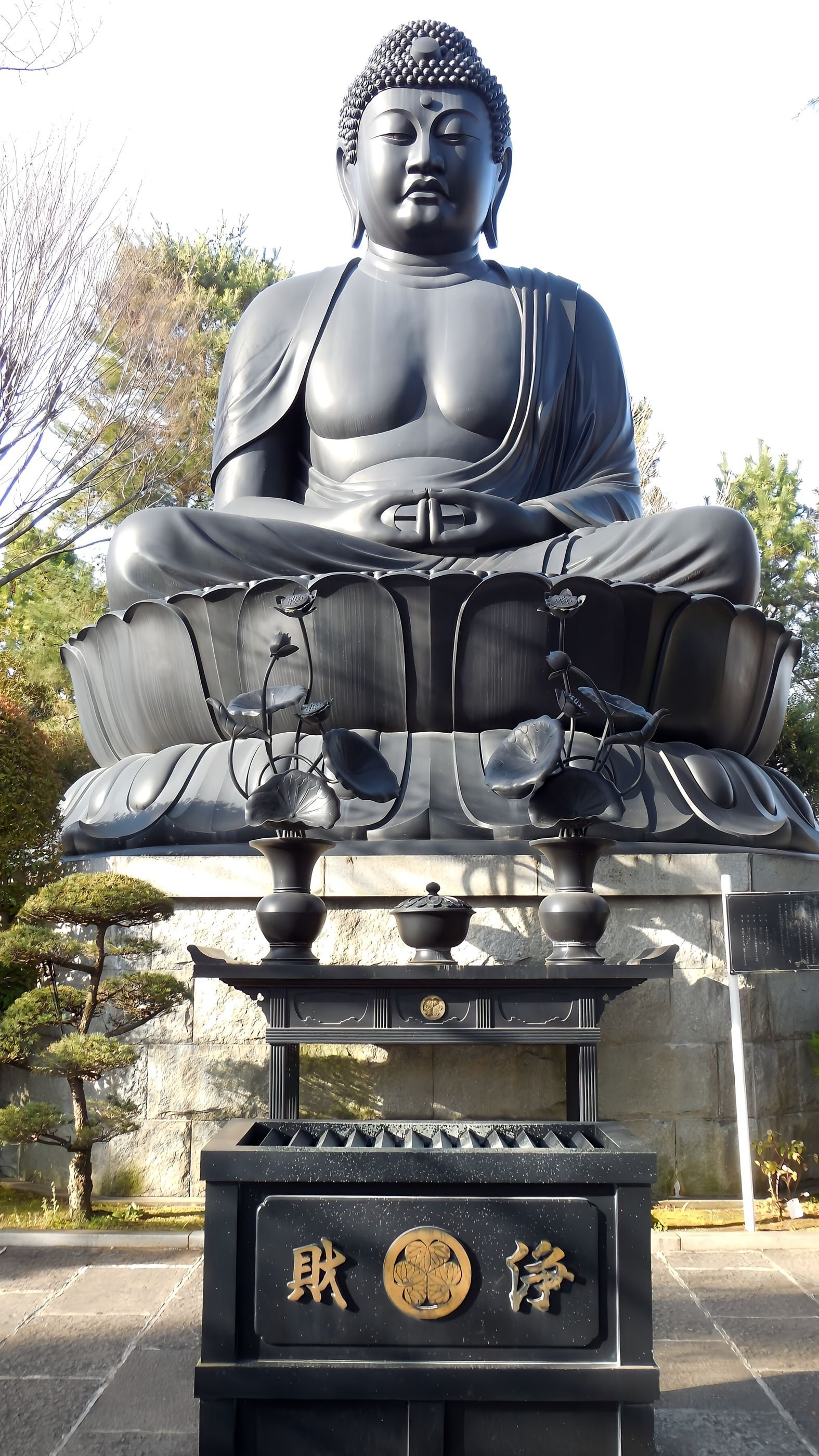
東京大仏(青銅)

境内にある阿弥陀如来像。坐像で青銅製の鋳造大仏としては奈良・東京都日の出町・鎌倉に次ぐ日本で4番目の大きさとなる。高さは基壇が地上2メートル、蓮台2.3メートル、座高8.2メートルの計12.5メートル。浅草の仏壇店翠雲堂が製造した。文化放送『吉田照美のてるてるワイド』の企画で雑巾をつなぎ合わせマフラーを着けてもらった事がある。乗蓮寺を千葉氏の居城であった赤塚城二の丸跡に移転するにあたり、千葉氏一族、戦没者、そして有縁無縁の霊をとむらい、世界の平和と万民救済の願いがこめられている。

## 周辺
武蔵野台地の端に位置するため起伏に富み、緑豊かな閑静な地域にある。板橋十景のうち約半数が周辺に集まっており、赤塚城址・松月院・板橋区立美術館・区立赤塚植物園・都立赤塚公園・区立赤塚溜池公園等がある。穏やかな休日には散策する人を多く見かける。

## その他
以前は、初詣の参拝客のうちベビーカー利用者を優先していたが、マナー違反者による混乱やベビーカーに躓いての負傷などの問題が発生した。警察からの要請もあり、2017年よりは一転して「ベビーカーご利用自粛のお願い」の看板が出るようになった。

## 交通
鉄道
都営地下鉄三田線西高島平駅：徒歩18分
東武東上線下赤塚駅：徒歩18分
東武東上線成増駅：徒歩18分
東京メトロ有楽町線地下鉄赤塚駅：徒歩20分
東京メトロ有楽町線地下鉄成増駅：徒歩20分
バス
東武東上線成増駅北口から赤羽駅西口行（又は志村三丁目駅行）：乗車6分→「赤塚八丁目」下車：徒歩5分
東武東上線成増駅北口から区立美術館経由（西高島平駅経由ではない）高島平操車場行：乗車9分→「区立美術館」下車：徒歩5分
都営地下鉄三田線高島平駅から区立美術館経由（西高島平駅経由ではない）成増駅行：乗車9分→「区立美術館」下車：徒歩5分